# Panzeria
Panzeria is een geslacht van vliegen (Brachycera) uit de familie van de sluipvliegen (Tachinidae). De wetenschappelijke naam van het geslacht is voor het eerst geldig gepubliceerd in 1830 door Jean-Baptiste Robineau-Desvoidy.

## Soorten
- P. alberta (Curran, 1924)
- P. aldrichi (Townsend, 1892)
- P. ampelus (Walker, 1849)
- P. arcuata (Tothill, 1921)
- P. bicarina (Tothill, 1921)
- P. campestris (Curran, 1924)
- P. cobala (Reinhard, 1953)
- P. chalybaea (Coquillett, 1902)
- P. degenera (Walker, 1849)
- P. fasciventris (Curran, 1924)
- P. fissicarina (Tothill, 1921)
- P. flavicornis Brauer, 1898
- P. frontalis (Tothill, 1921)
- P. genalis (Coquillett, 1897)
- P. hamilla (Reinhard, 1953)
- P. hirta (Townsend, 1915)
- P. incisa (Tothill, 1921)
- P. johnsoni (Tothill, 1921)
- P. longicarina (Tothill, 1921)
- P. manitoba (Brooks, 1943)
- P. nigrocornea (Tothill, 1921)
- P. nigropalpis (Tothill, 1921)
- P. occidentalis (Brooks, 1943)
- P. platycarina (Tothill, 1921)
- P. ruficauda (Brauer, 1898)
- P. setifrons (Brooks, 1943)
- P. sulcocarina (Tothill, 1921)
- P. triangularis (Curran, 1924)